# Niżni Rumanowy Przechód
Niżni Rumanowy Przechód (ok. 2030 m) – przełączka w prawym filarze północno-zachodniego wierzchołka Rumanowego Szczytu w Dolinie Kaczej w słowackich Tatrach Wysokich. Znajduje się zaraz powyżej Rumanowego Mnicha, jedynej nazwanej wypukłej formacji tego filara. Po prawej stronie (patrząc od dołu) znajduje się Żleb Stanisławskiego, po lewej Rumanowe Koryto. Z Rumanowego Koryta można na przechód wyjść systemem skośnych zachodów.
Nazwę przełączki utworzył Władysław Cywiński w 2011 r.

## Drogi wspinaczkowe
1. Prawym filarem; na filarze II w skali tatrzańskiej, na dojściu do filara od II do V (w zależności od wariantu), czas przejścia 5–9 godz.
2. Prawą częścią ściany Rumanowego Mnicha; V, A2, 2 dni[1].